# Carmen Sandiego (serie de televisión)
Carmen Sandiego es una serie de Netflix del género acción animada-serie de aventura con elementos educativos, basados en la franquicia de medios de comunicación del mismo nombre creados por Broderbund. La serie está producida por Houghton Mifflin Harcourt con DHX y contiene una "mirada seria en una intrahistoria de la famosa ladrona nacida en Argentina, pero contada desde su perspectiva". Sirviendo como una historia de origen para la villana de ficción del mismo nombre,  es la cuarta Carmen Sandiego lanzada como espectáculo televisivo después de los shows "Where in the World is Carmen Sandiego?" y "Where in Time is Carmen Sandiego?" de la PBS ; y la serie "Where in the Earth is Carmen Sandiego?", de la FOX. También es el primer remake de Carmen Sandiego desde el fin de este último en el año 1999.
La primera temporada fue estrenada el 18 de enero de 2019. Al poco tiempo, Netflix añadió una nueva tanda de 10 episodios, que se estrenó el 1 de octubre del mismo año. Y tiempo después, Netflix lanzó la tercera temporada el 1 de octubre de 2020. Al día siguiente, se confirmó una cuarta y última temporada, que se estrenó el 15 de enero de 2021.

## Argumento
Carmen Sandiego (Gina Rodríguez) es una ladrona (nacida en Buenos Aires) de guante blanco (una Robin Hood moderna) que se encarga de viajar por el planeta evitando los robos de la malvada organización V.I.L.E. (Villain's International League of Evil o Liga Internacional de Villanos del Mal) y devolviendo los objetos robados a sus víctimas. Para ello, contará con la ayuda de un hacker apodado "Player" (Finn Wolfhard) y sus compinches hermanos Ivy y Zack (Abby Trott y Michael Hawley). A pesar de eso, Carmen es públicamente percibida como criminal por la mayoría de agencias de aplicación de la ley -entre ellas, la INTERPOL y una misteriosa organización llamada ACME-. Durante sus viajes, el espectador podrá descubrir no solo dónde está, sino quién es Carmen Sandiego en realidad.

## Reparto de voces

### Principales
- Carmen Sandiego (Gina Rodríguez) - antes apodada Oveja Negra; la heroína argentina que busca eliminar a V.I.L.E. y destinar lo robado a la financiación de causas humanitarias. Esta Carmen es notablemente diferente que las encarnaciones anteriores, ya que antes ella era una de las dirigentes de V.I.L.E. que, en este remake, intenta combatir. Sobre su pasado se sabe que fue descubierta por Shadow-san siendo bebé en una cuneta de una carretera cerca de Buenos Aires veinte años antes. Este decidió llevarla a la academia V.I.L.E., de la que decidió huir al descubrir los verdaderos motivos por los cuales fue entrenada en las artes del robo y el sigilo tras realizar su misión de prácticas. Decide tomar su apodo actual de la etiqueta del sombrero y la chaqueta que usa en su fuga.

- Player (Finn Wolfhard) - quien se apellida Bouchard, es un hacker de sombrero blanco de Niagara Falls, Ontario, que ayuda a Carmen a planear sus golpes. Durante la serie, ayuda a Carmen a tomar información de los lugares donde viaja y la avisa sobre movimientos de las autoridades locales. Aunque se comunican por ordenador, se ven cara a cara cuando Carmen trae discos duros de V.I.L.E, los cuales dan información de sus próximos objetivos.

- Ivy y Zack (Abby Trott y Michael Hawley), una pareja de hermanos bostoniana que ayuda a Carmen en sus golpes. Se unieron a Carmen después de ayudarla en el golpe de una tienda de Donuts que resultó ser una guarida secreta de V.I.L.E. A pesar de ser hermanos, Ivy actúa como señuelo de Carmen y es experta en ingeniería; mientras que su hermano actúa como transportista gracias a sus buenas dotes como conductor.

- Shadow-San (Paul Nakauchi; principal desde la T2, recurrente en la T1) - Un maestro ladrón, experto espadachín, asesino y exmiembro del profesorado de V.I.L.E. en el arte del sigilo y robos encubiertos. Aunque al principio hizo que Carmen no se graduase en la academia manipulando el examen final de su asignatura, se descubre al final de la T1 que siempre estuvo de su lado y que fue él quien la encontró en Argentina siendo bebé. La hizo suspender en la prueba porque no quería que se uniese a V.I.L.E. Ya en la segunda temporada, se revela su traición al darle a Carmen un disco de planes malvados y pasa a ser enemigo de la organización, ayudando a Carmen con sus planes. Durante la segunda temporada, se revela que su verdadero nombre es Suhara.

### A.C.M.E.
A.C.M.E. (Agency to Classify & Monitor Evildoers o Agencia de Clasificación y Monitorización de  Malvados) es la organización encargada de combatir a V.I.L.E., buscando la oportunidad de revelar su existencia y hacerla desaparecer.
- Tamara Frasier, conocida como "Jefa" (Dawnn Lewis) - Es la presidenta fundadora de A.C.M.E.. Está inspirada en el Jefe de los shows de la PBS, interpretados por Lynne Thigpen. Aunque solo aparece en hologramas mediante conexiones con sus agentes, pretende capturar a Carmen y que esta la ayude a probar la existencia de V.I.L.E. y destruirla.

- Chase Devineaux (Rafael Petardi) - Un sargento francés de Interpol que pasa a ser detective de A.C.M.E.. Junto a su compañera Julia, es el único que ha llegado a ver cara a cara a Sandiego. Sin embargo, su arrogancia, presuntismo y orgullo trae de cabeza a su jefa y su compañera.

- Julia Argent (Charlet Chung) - Agente británica de Interpol convertida a detective de A.C.M.E.. Al contrario que Devineaux, es inteligente, competente y perceptiva. Ella cree que, al contrario de las opiniones de Devineaux, que Carmen no roba en nombre de V.I.L.E., sino que roba a otros ladrones.

- Agente Zari (Sharon Muthu; aparece desde la T2) -  Una agente importante de A.C.M.E. que se une a la agente Julia en la segunda temporada tras la baja de Devineaux. Luego, vuelve a aparecer en la tercera temporada pero esta vez como compañera de Devineaux tras la baja de Julia Argent.

### V.I.L.E.
V.I.L.E. son las siglas de la Villains' International League of Evil o Liga Internacional de Villanos (que actúa bajo la fachada de "Valuable Imports, Lavish Exports" o "Importaciones valiosas, exportaciones lujosas"). Su sede se encuentra en una isla oculta del Atlántico y disponen de una academia para entrenar a nuevos miembros.
- Profesor Gunnar Maelstrom (Liam O'Brien) - Miembro de la directiva de V.I.L.E. y profesor de manipulación psicológica.
- Entrenadora Brunt (Mary Elizabeth McGlynn) - Miembro de la directiva de V.I.L.E. y profesora de combate y formación física. Fue la cuidadora y educadora de Carmen cuando ella era pequeña, y por eso Carmen la llamaba de vez en cuando "mamá oso".
- La doctora Saira Bellum (Sharon Muthu) es otra miembro de la dirección. Se encarga de enseñar a manipular tecnología y ciencia.
- Condesa Cleo (Toks Olagundoye) es la quinta miembro de la directiva de V.I.L.E. Es profesora de protocolo y cultura. 
  - Dash Haber (Troy Baker) - Es el asistente personal de la condesa Cleo.
- Nigel Braithwaite, "Roundabout" (Trevor Devall; aparece desde la T2) - un doble agente MI6 que ocupa el lugar que dejó Shadow-san como miembro de V.I.L.E. al final de la segunda temporada. En la tercera temporada se puede ver cómo asume un tipo de liderazgo sobre los directivos en cuanto a sus planes de robo y capturar a Carmen Sandiego.
- Cookie Booker (Rita Moreno) - Es la contable de V.I.L.E.. Rita Moreno era la voz de la serie animada homónima de 1994.
- Graham Calloway (Michael Goldsmith) - También llamado Gray o Chispas, era el mejor amigo de Carmen en la academia V.I.L.E., graduándose posteriormente y tomando como arma un brazo eléctrico. Sin embargo, tras una misión fallida, es despedido de V.I.L.E. y su memoria borrada.
- Tigresa (Kari Wahlgren) - De nombre real Sheena, es una de las excompañeras de Carmen. Se hace llamar así por llevar unas uñas afiladas y una máscara de tigre para poder robar cualquier objeto sin ser vista ni reconocida
- El Topo (Andrew Pifko) - De nombre real Antonio, es un espía español que  puede desplazarse rápidamente por la tierra excavando agujeros. Suele ir acompañado de Le Chevre y solía estar en el grupo de amigos de Carmen antes de que esta se fuera.
- Le Chevre (Bernardo de Paula) - De nombre real Jean Paul, Le Chevre un espía francés experto en parkour.
- Paper Star (Kimiko Glenn) - De nombre real Tammy Origami, es una maestra de armas de origami con tendencias psicopáticas y agente de V.I.L.E.
- Boris y Vlad (Liam O'Brien) - También conocidos como «Los Limpiadores», son los encargados del aseo en las instalaciones de V.I.L.E., y así mismo, encargados de no dejar evidencia de sus actividades delictivas y transportar a los agentes de un lugar a otro.
- Neal the Eal (Rhys Darby; aparece en la T2 y T3) - Un ladrón de Nueva Zelanda que usa un traje de neopreno que le permite deslizarse por conductos de ventilación, espacios reducidos y cualquiera que intente agarrarlo. Sus armas ofensivas son un par de tasers.
- Spin Kick (Dante Basco; aparece en la T3) - Un recién graduado de V.I.L.E. que se especializa en el kick boxing. Suele estar acompañado por Fly Trap.
- Fly Trap (Sarah Nicole Robles; aparece en la T3) - Una recién graduada de V.I.L.E. que se especializa en las bolas. Suele estar acompañada de Spin Kick.
- The Troll (Osric Chau; aparece en la T3 y T4) - Un miembro de V.I.L.E. que es un hacker profesional y sirve como némesis de Player, el secuaz de Carmen.

## Producción
El 14 de abril de 2017, el medio de Hollywood The Tracking Board informó en exclusiva sobre el proyecto de una Carmen Sandiego animada en Netflix, en el que Gina Rodríguez daría voz a la protagonista principal. El sitio informó que la serie de 20 episodios buscaba ser "igualmente educativa y entretenida", a fin de mantener el estilo de la franquicia original. Más tarde se confirmó que la serie se apellidaría Carmen Sandiego. Rodríguez confirmó la historia vía Twitter el día siguiente en respuesta a una historia publicada en Hypable, la cual comparaba la noticia a la del resurgimiento de The Magic School Bus por parte de Kate McKinnon. Carmen Sandiego se guionizó a fin de apelar a una audiencia más ancha (edades 6–11), más los padres de aquellos niños y seguidores de la serie original. Los días 18 y 19 de ese día, el noticiario empezó a ser publicado por grandes agencias de medios, donde Netflix confirmó oficialmente su intención de crear un reboot de la franquicia en televisión ordenando veinte episodios de 22 minutos de Carmen Sandiego, los cuales se estrenarían en 2019 y con Gina Rodríguez como protagonista. Rotoscopers añadió que esto era "más de lo que los Netflix Originals reciben". The Hollywood Reporter añadió además que Rita Moreno, quién dio voz en la serie de FOX "Where on Earth is Carmen Sandiego?", había participado como estrella invitada en la serie Jane the Virgin. La serie nueva fue descrita como de "intriga y aventura emocionantes", mientras ofrece una "mirada íntima al pasado de Carmen" y lo que inspiró su carrera, pero siempre contestando a la pregunta  "¿Quién en el mundo [es] Carmen Sandiego?"  a la vez que se siguen sus aventuras como ladrona.
Caroline Fraser, directiva de HMH Producciones, es la Productor Ejecutivo de la serie. Duane Capizzi, conocido en Transformers Prime y Batman, es el showrunner y Coproductor Ejecutivo. Kevin Dardo actúa como diseñador visual. Es una producción repartida entre DHX Media, que proporciona animación, y Chromosphere, que proporcionando el trabajo de diseño. DHX Media es el dueño actual de la biblioteca de DIC Entertaninment, el estudio de animación qué producido la serie animada Earth. La serie está producida por Houghton Mifflin Harcourt, quiénes poseen los derechos a la franquicia después de que su predecesor corporativo Riverdeep adquiriese la propiedad en 2002. Hollywood Reporter escribió que la serie seguía un argumento parecido a Bill Nye Salva el Mundo y Julie Greenroom. Finn Wolfhard firmó para dejar su voz al personaje "Jugador", quién está descrito como el cómplice/ayudante de Carmen y amigo. Este "Jugador" se cree que procede de otro personaje llamado igual y procedente de la serie "Where on Earth is Carmen Sandiego?", pero este personaje era en realidad era el propio jugador que controlaba el espectáculo e interaccionaba con Carmen, implicado para ser el jugador de un videojuego que le presenta. E Online reportó que la serie nueva se apellidaría, sencillamente, "Carmen Sandiego".
Rodríguez, quién primero había oído hablar de la serie a través del gameshow de la PBS "Where in the World is Carmen Sandiego?", afirmó que la nueva Carmen era un personaje "fuerte", "bien escrito", "muy bueno", e "increíble". Añadió además que Netflix era una casa para programación de alto nivel y que el espectáculo se hizo con la ayuda de expertos ilustradores. Añadió que a pesar de ser entretenido, el espectáculo todavía proporcionaría educación geográfica e histórica.
Andy Yeatman, Netflix director de contenido de niños globales, añadió: “Pensamos que hay un beneficio enorme si hay un programa que los padres recuerdan con cariño y con el que crecieron. Estamos dándoles la oportunidad de introducirlo a sus niños y chispear una conversación", presentando el panorama actual de reboots de espectáculos de los años 80 y 90. Yeatman añadió que Carmen Sandiego era uno de aquellos espectáculos que "tenía sentido" y "realmente destacó". Respondieron al hecho que esto no es un espectáculo que es absolutamente rebooteado, ya que la última serie de Carmen Sandiego acabó 20 años antes de la actual y que esta serie busca nuevas formas interesantes de volver a contar la historia.
En marzo de 2018, Netflix también ordenó una película de imagen real de Carmen Sandiego, contando con Rodríguez como protagonista.

## Episodios

### Temporada 1
La primera temporada, compuesta de 9 episodios, se lanzó a la plataforma de Netflix para todo el mundo el 18 de enero de 2019.
| N.º | Título                                                                              | Dirigido por              | Escrito por   |
| --- | ----------------------------------------------------------------------------------- | ------------------------- | ------------- |
| 1 | «Becoming Carmen Sandiego (Part 1)» «Convertirse en Carmen Sandiego: Primera Parte» | Jos Humphrey y Kenny Park | Duane Capizzi |
| En el presente, Carmen Sandiego roba un diamante de las propiedades de la Condesa Cleo en Poitiers (Francia), quien es una de las profesoras de la academia V.I.L.E. Al mismo tiempo es perseguida por el inspector francés de la Interpol Chase Devineaux y su nueva y flamante compañera Julia Argent. Una vez consigue escapar en tren, Carmen es localizada por Graham, un agente de V.I.L.E. y excompañero de Carmen apodado "Chispas", que consigue encontrarla gracias al buscador situado en el objeto que Carmen había robado. Aquí, Carmen empieza a contar su historia. En un flashback, Carmen empieza a contar cosas sobre su infancia: cómo fue encontrada huérfana en las calles de Buenos Aires (Argentina), cómo fue llevada a la isla V.I.L.E. y llamada "Oveja Negra"; y cómo se enroló en la academia para ladrones a pesar de su corta edad y falta de madurez. Durante su año de instrucción, termina haciendo amigos y enemigos. Un día, al robar un teléfono de un miembro de las oficinas, es contactada por un hacker de sombrero blanco de apodo "Jugador", que ha conseguido introducirse en la red de V.I.L.E., y los dos empiezan a forjar una buena amistad. Sin embargo, cuando Oveja Negra está realizando sus exámenes finales, termina suspendiendo una prueba de robo con el Profesor Shadow-san, por lo que no consigue graduarse. |                                                                                     |                           |               |
| 2 | «Becoming Carmen Sandiego (Part 2)» «Convertirse en Carmen Sandiego: Segunda Parte» | Jos Humphrey y Kenny Park | Duane Capizzi |
| Viendo a sus compañeros marcharse a su primera misión de campo, Carmen aborda el helicóptero, el cual se dirige a una excavación arqueológica en Casablanca (Marruecos). Allí, Carmen se encuentra al jefe de la excavación, gracias al cual desarrolla un aprecio por la historia y la cultura, pero la excavación es atacada en ese momento por los compañeros de Carmen, los cuales solo buscan robar cualquier objeto de valor. Aunque Carmen consigue en ese momento salvar las vidas de los trabajadores, es capturada y devuelta a la isla de V.I.L.E., donde conoce las verdaderas intenciones de la organización. Es entonces cuando se promete a sí misma que de ahora en adelante les robará todo lo que tengan y frustrará sus planes para obligarles a disolverse. Recuperando el contacto con Jugador, urde un plan para robar a Cookie Booker, la contable de V.I.L.E., un disco duro que contiene todos los fondos de la organización para el año siguiente, no sin antes planear su fuga de la isla. Consigue escapar despistando a los limpiadores llevando el conjunto de sombrero y chaqueta de Booker (gracias al cual adopta su nuevo alias, Carmen Sandiego), inutiliza el helicóptero de persecución y toma el barco de Booker poco antes de ser detenida por Shadow-san. Volviendo al presente y una vez contada su historia a Chispas, consigue vencerle y dejarle en manos del Inspector Devineaux, que se empeñó en seguir al tren desde Poitiers. Mientras tanto, Argent encuentra en la mansión de Cleo el diamante que pensó que Carmen había robado. |                                                                                     |                           |               |
| 3 | «The Sticky Race Caper» «El caso del arroz pegajoso»                                | Kenny Park                | May Chan      |
| A toda velocidad por el Sena, un par de misteriosos agentes intentan coger a Carmen, pero consigue escapar con la ayuda de sus aliados: los hermanos Bostonianos Zack y Ivy. Jugador lleva entonces al grupo a un laboratorio secreto de V.I.L.E. en Java, Indonesia, donde la organización está desarrollando un hongo que pretende atacar y arrasar los enormes campos de arroz de la isla, obligándoles a comprar el arroz patentado por V.I.L.E.. Mientras tanto, antes de que Devineaux y Argent puedan interrogar a Chispas, este es rescatado por los "limpiadores" y llevado de vuelta a la isla de V.I.L.E., donde se borra cualquier evidencia de su rastro. Al mismo tiempo, V.I.L.E. ordena a Tigresa, otra de las excompañeras de Carmen, que la detenga y termine el trabajo en Indonesia. Cuando el equipo de Carmen intercepta el camión que contiene el arma biológica (la cual se pretende lanzar mediante cohetes de fuegos artificiales), Carmen se reencuentra con su odiosa excompañera. Finalmente, Carmen y compañía consiguen detener a Tigresa y evitar que lance los fuegos infectados durante un festival de teatro de sombras sin levantar sospechas. Tras el fracaso del festival, Chispas es llevado ante la Dra. Bellum para un interrogatorio, durante el cual esta le pone un dispositivo en la cabeza; y, al mismo tiempo, los dos agentes anónimos de París reciben una llamada de una mujer, la cual les ordena ejecutar el "Plan B". |                                                                                     |                           |               |
| 4 | «The Fishy Doubloon Caper» «El caso del doblón sumergido»                           | Jos Humphrey              | Becky Tinker  |
| Durante la exploración de un barco hundido cerca de las costas de Ecuador, Carmen descubre una antigua moneda de oro en un cofre escondido, pero su excompañero "El Topo" empieza una pelea contra ella bajo el agua mientras que su compañero "Le Chevre" (también excompañero de Carmen) lucha contra Zack y Ivy en la superficie. Al tragarse un atún la moneda y ser pescado por un barco justo después, la caza de la moneda continúa en tierra firme cuando Topo y Le Chevre piensan que si Carmen va en busca de la moneda, es porque puede valer una fortuna. Al llegar Carmen a tierra, conoce a la Dra. Pilar Márquez, que le cuenta el importante valor histórico que tiene la moneda que encontró, la cual resulta ser un doblón ecuatoriano de 1830. Esto convence a Carmen a encontrarla y dársela a la doctora antes de que caiga en manos de V.I.L.E.. Siguiendo el rastro, llegan al mercado de Quito, pero Carmen de repente se desmaya al sufrir los efectos del mal de altura. Esto obliga a Zack y Ivy a buscar en una subasta el pez correcto, pero la lucha de los hermanos contra Topo y Le Chevre no les pone las cosas fáciles. Finalmente, Carmen consigue recuperar la moneda dejando que V.I.L.E. se lleve el pez vacío y se la entrega a la Dra. Márquez. Al despedirse, quedan como amigas, a la vez que Carmen es avisada para interceptar otro objetivo de V.I.L.E. en el Rijksmuseum de Ámsterdam. Mientras tanto, en Poitiers, Devineaux y Argent vuelven cada uno a su casa, pero dos agentes deciden secuestrar a Devineaux para tener una llamada holográfica con una misteriosa mujer apodada "Jefa", líder de una agencia secreta llamada A.C.M.E. destinada a clasificar y monitorizar villanos. "Jefa" informa a Devineaux de que a partir de ahora trabajará para ella, pero al encontrar Argent a ambos en el habitáculo secreto, ella es reclutada también. |                                                                                     |                           |               |
| 5 | «The Duke of Vermeer Caper» «El caso del duque de Vermeer»                          | Kenny Park                | Greg Enstrom  |
| En Ámsterdam, Carmen decide ir infiltrada como "La Duquesa" para detener a la Condesa Cleo, la mente malvada detrás de un cambiazo de numerosas obras de Vermeer de incalculable valor por imitaciones impecables. Cuando Carmen decide robar el último Vermeer para vendérselo a la condesa como su álter ego, la condesa organiza una reunión. Sin embargo, y a pesar de que Carmen iba a ser la que iría infiltrada, Zack abre por error la puerta al asistente de la condesa, Dash Haber, lo que les da 24 horas para convertir al torpe Zack en un convincente duque. Mientras tanto, Devineaux y Argent van en busca de "La Duquesa", que no es otra que Carmen con el alias usado para robar el Vermeer y acercarse al círculo de Cleo. Tras preparar a Zack para la reunión, Devineaux encuentra a Carmen, pero ella consigue nuevamente esquivarlo. Esa misma noche, el plan se pone en marcha: mientras Zack se reúne con la condesa, Carmen se infiltra en su mansión de las montañas para llevarse las pinturas robadas y sustituirlas por papeles en blanco. Sin embargo, la dificultad de la operación deja a Carmen y Ivy con el tiempo justo. El problema surge cuando Cleo sorprende a los comensales con caviar, lo que horroriza a Zack y está a punto de levantar las sospechas de la condesa. Es entonces cuando entra Devineaux para advertir que Carmen Sandiego está en la propiedad, lo que permite a Carmen ganar tiempo y terminar el robo de las pinturas. Al escuchar a Devineaux, Cleo y los invitados se quedan atónitos, pero se sorprenden más al ver a una mujer con una chaqueta roja huyendo en una moto de nieve y que toda la colección de pinturas ha desaparecido. Devineaux caza a la supuesta "Carmen" de la moto, pero resulta ser Ivy haciéndose pasar por una turista enfadada por la persecución y una distracción para que Zack y Carmen puedan escapar con las pinturas. Al día siguiente, A.C.M.E. descubre que la mansión ha sido destruida sin dejar rastro y los cuadros han sido devueltos; y se ve a Chispas bajándose de un autobús frente a la Opera House de Sídney. |                                                                                     |                           |               |
| 6 | «The Opera in the Outback Caper» «El caso de la ópera del desierto»                 | Jos Humphrey              | Becky Tinker  |
| Estando en Australia durante un descanso, Carmen visita la Opera House de Sídney, en la que coincide la representación de la ópera "Carmen". Aunque allí se encuentra de nuevo con Chispas, este no la reconoce y se presenta con su verdadero nombre (Graham), lo que deja a Carmen confundida y preocupada por lo que V.I.L.E. le ha podido hacer. Carmen se encuentra en uno de los pasadizos con Le Chevre, pero este, en lugar de intentar acabar con ella, dispara una emisión de baja frecuencia y se marcha. Intentando saber qué contenía la emisión, la cual afecta a todos los presentes de la ópera (incluida Carmen), Jugador descubre un mensaje hipnótico de la Dr. Saira Bellum dirigido a Jeanine Dennam, una científica de cohetes que trabaja en Helio-Gem y que resulta estar en el teatro. Con la idea de buscar al día siguiente a la doctora e informarla, Carmen se encuentra con Graham otra vez, que le pide una cita. A la mañana siguiente, la pandilla de Carmen sigue el rastro de la doctora Dennam a través del desierto australiano con la ayuda de su guía, Miro. Durante el viaje, pasan cerca del Uluru, y les cuenta que es la roca sagrada de su gente. Es entonces cuando Jugador ata cabos con el plan de V.I.L.E.: Con la señal hipnótica, Bellum pretende manipular a la dra. Dennam para que esta lance un cohete defectuoso de Helio-Gem para que explote y los restos caigan sobre el desierto, lo que obligaría a Helio-Gem a cerrar y dejaría vía libre a V.I.L.E. para hacerse cargo de los contratos gubernamentales espaciales. Al llegar a la sede de Helio-Gem, Zack y Ivy vigilan a Dennam mientras Carmen trabaja para evitar el despegue del cohete. Mientras tanto, El Topo hackea el sistema de audio haciendo sonar la ópera de "Carmen", pero aunque Zack y Ivy consiguen detener a Dennam, Carmen es hipnotizada e inicia la secuencia de lanzamiento, dando al equipo 3 minutos para evitar el despegue. Jugador avisa a Zack and Ivy, y estos intentan retirar el módulo de control subiendo al cohete, pero no lo tienen fácil con Topo y Chevre intentando evitarlo. Aunque estos huyen, Zack consigue detener la música, lo que permite a Carmen volver a la normalidad y ayudar a Ivy a detener el lanzamiento en el último segundo. Esa misma noche, Carmen va al café a encontrarse con Graham, pero decide plantarlo entendiendo que será más feliz y estará a salvo sin una "Carmen Sandiego" en su vida. Al mismo tiempo, el profesor Maelstrom, viendo que sus planes no están saliendo bien, asigna una nueva misión a una misteriosa agente que, según él, es capaz de detener a Carmen Sandiego... |                                                                                     |                           |               |
| 7 | «The Chasing Paper Caper» «El caso de los papeles»                                  | Kenny Park                | Greg Enstrom  |
| El professor Gunnar Maelstrom propone a V.I.L.E. la misión de robar las 17 páginas de la "Carta Magna" de un museo de Bombay con la ayuda de una alumna experta en origami llamada Paper Star. La propuesta de Maelstrom sale adelante a pesar de la oposición de Shadow-san, quien cree que Paper Star es demasiado impredecible y osada. Ya en Bombay, Carmen predice el plan de Maelstrom y se encuentra a la enviada de V.I.L.E. y excompañera en su año de recuperación. Aunque Carmen consigue defenderse, es contenida e incapaz de evitar el robo de la Carta Magna. Al día siguiente, Devineaux y Argent siguen las pistas en el museo y oyen hablar de Paper Star, pero no son capaces de comprender la relación entre ella y Carmen. Por otro lado, Le Chevre se encuentra con Paper Star en el punto de entrega, pero ella le amenaza con cortarle las manos si no le dice donde se encuentra el siguiente punto, viéndolo como un blanco fácil para ser capturado. Esto facilita a Jugador el localizar a Paper Star en un tren hacia Agra donde, casualmente, Devineaux y Argent también están viajando. Durante el viaje, Carmen y Devineaux se encuentran, pero ella consigue atar a Devineaux a su asiento con unas esposas y le roba su tarjeta de A.C.M.E. Igualmente, logra despistar a Argent antes de que esta se dé cuenta y vaya en busca de Devineaux. Con los agentes distraídos, Carmen se enfrenta de nuevo contra Paper Star, pero empleando una ventaja: decide subir al tejado del tren para conseguir que el viento inutilice sus estrellas de origami, lo que le permite recuperar la Carta Magna y dejársela a Argent para que la encuentre. Poco después, Carmen pide a Jugador que hackee la tarjeta de A.C.M.E. que le robó a Devineaux, pero se da cuenta de que Paper Star se la robó durante el combate. Esto permite a Paper Star llevar la tarjeta a la isla V.I.L.E. y entregarla a los profesores como premio de consolación. |                                                                                     |                           |               |
| 8 | «The Lucky Cat Caper» «El caso del gato de la suerte»                               | Jos Humpfrey              | May Chan      |
| En la neblina de San Francisco, Carmen asiste a una elegante subasta benéfica en la que, tras comprar un coche de la saga de películas favorita de Zack, descubre que Mimo Bomba (un mimo que forma parte de los esbirros de V.I.L.E.) ha robado un extraño sello valorado en 10 millones de dólares, por lo que decide seguir su rastro hasta Chinatown. Cuando Mimo Bomba informa de la situación a la directiva, Shadow-san decide enviar a Tigresa, pero la doctora Brunt cree que algo saldrá mal y pide a los "Limpiadores" que la acompañen a ciegas. La situación se vota a favor por unanimidad a pesar de que la Dra. Bellum vota para que la dejen hackear la tarjeta de A.C.M.E. que Paper Star consiguió. De todas formas, cuando Mimo Bomba descubre que Carmen le observa, decide dejar el Gato de la Suerte donde llevaba el sello en una tienda repleta de ellos, lo que deja a Tigresa luchando contra Carmen en esa tienda por encontrar el gato que contiene el sello. Sin embargo, Mimo Bomba sigue llevándolo encima, pero decide esconderlo en la chaqueta de Devineaux en el momento que este se lo encuentra y empieza a interrogarlo, soltándolo después. Más tarde, en Fisherman's Wharf, Mimo Bomba aprovecha que Devineaux le está siguiendo para llevarlo hacia Tigresa, quien coge el sello cortando limpiamente la chaqueta de Devineaux, lo que obliga a Carmen y, por extensión, a Devineaux, a una caza de uno tras otro en coche hacia el puente Golden Gate. La persecución acaba con Devineaux arrojando su coche a la bahía con él y con los Limpiadores a punto de aterrizar sobre el puente para subir a Tigresa. Por suerte, Carmen consigue quitarle el sello a Tigresa en el último segundo y escapar con su móvil para llamar a V.I.L.E. y remolonearse. Mientras la entrenadora Brunt se burla de la decisión de Shadow-san, la Dra. Bellum anuncia que ha descubierto al dueño de la tarjeta, que no resulta ser otro que el agente Chase Devineaux. |                                                                                     |                           |               |
| 9 | «The French Connection Caper» «El caso de la conexión francesa»                     | Kenny Park                | Duane Capizzi |
| Después de identificar a Devineaux como el propietario de la tarjeta, V.I.L.E. repasa su perfil y su relación con los últimos eventos, concluyendo que cualquier lugar donde Carmen Sandiego estaba, Devineaux también: la residencia de Cleo en Poitiers, el tren donde Chispas fue detenido después de ser derrotado por Carmen, y la redada de la casa de la condesa donde estaban los Vermeer robados. Esto les hace pensar de forma unánime que Carmen no trabaja sola y que Devineaux es compañero suyo, por lo que Shadow-san decide salir personalmente a interrogarlo. Sin embargo, y con el apoyo del resto de la mesa, la entrenadora Brunt decide acompañarle. En Poitiers, "Jefa" regaña a Devineaux por perder y/o destruir propiedad de A.C.M.E., a la vez que felicita a Argent por devolver la Carta Magna. Tras la reunión, Devineaux discute con Argent y la acusa de ser la compañera "en secreto" de Carmen Sandiego, pero Julia cree que Carmen está haciendo buenas obras de forma encubierta devolviendo lo robado a sus dueños. Enfadada, le pregunta si alguna vez consideró la pista de V.I.L.E. como un factor a tener en cuenta, pero Devineaux cree que V.I.L.E. no existe desde que A.C.M.E. intentase probar su existencia años atrás: él cree que Carmen Sandiego es la única culpable de todo lo que ocurre. Al volver a casa, los "Limpiadores" capturan a Devineaux y dejan un mensaje en la Dark Web para Carmen que Jugador se encarga de leerle. Buscando a Devineaux por todo Poitiers, lo localizan en un sótano atado de pies y manos con Brunt y Shadow-san usando una sonda mental para que confiese, por lo que Zack y Ivy deciden hacerse pasar por clones de Carmen como distracción. Aunque el plan sale bien al principio, Brunt descubre a Zack, por lo que rápidamente regresa al sótano. Carmen consigue rescatar a Devineaux, pero este activa su bolígrafo para contactar con "Jefa" antes de desmayarse, lo que deja a ambas frente a frente durante unos segundos antes de que Carmen lo rompa. Esto permite a "Jefa" avisar a Argent de la localización de Devineaux gracias al geolocalizador. Antes de que Carmen pueda liberar a Devineaux, Brunt regresa y se enfrenta a Carmen aprovechando su mayor fuerza física. Cuando Brunt intenta acabar con Carmen mediante la técnica del "abrazo de oso", Shadow-san regresa, incapacita a Brunt y se lleva a Carmen a un sitio seguro, a la vez que las autoridades llegan para rescatar a Devineaux. Sin embargo, Brunt consigue escapar antes del rescate, y empieza a sospechar de Shadow-san cuando este desaparece. En otra parte de la ciudad, Shadow-san revela que él fue quien encontró a Carmen en Argentina siendo una bebé 20 años antes, que la suspendió intencionadamente porque sabía que no era mala en realidad y que el día que Carmen abandonó la isla él intentaba también huir con ella, pero como se escapó antes de que ocurriera, rompió el helicóptero para evitar ser perseguida por los "Limpiadores". Tras informar de todo esto a Jugador, Shadow-san se marcha y deja a Carmen otro disco duro de V.I.L.E. con más objetivos. Por otro lado, Argent informa a su jefa de que el estado de Devineaux no está claro todavía; y "Jefa", repasando los breves segundos que tuvo con Carmen, concluye que ella le robó la tarjeta para que Devineaux cayera en una trampa a fin de usar la sonda con él, por lo que termina considerándola como una amenaza. Con el disco duro de V.I.L.E., Carmen termina hablando con Jugador sobre sus siguientes objetivos. |                                                                                     |                           |               |

### Temporada 2
La segunda temporada. compuesta de 10 episodios, se publicó en Netflix para todo el mundo el 1 de octubre de 2019.
| N.º | Título                                                                                          | Dirigido por           | Escrito por       |
| --- | ----------------------------------------------------------------------------------------------- | ---------------------- | ----------------- |
| 10 | «The Hot Rocks of Rio Caper (Part 1)» «El caso de las alejandritas al rojo vivo: Primera parte» | Jos Humphrey           | Becky Tinker      |
| Una semana después de conocer la cara oculta de Shadow-san, Carmen está demasiado distraída y falla en una misión de seguimiento en Praga, pero encuentra una pista sobre una gema llamada Alejandrita, la cual V.I.L.E. está extrayendo de una mina de Río de Janeiro en pleno carnaval para venderla y recuperar algunos ingresos. En la facultad, mientras tanto, investigan la desaparición de Shadow-san, sin saber aun que ha cambiado de bando. Por otro lado, Devineaux despierta después de su mala experiencia en Poitiers, pero aunque da detalles de la noche que fue secuestrado por Brunt y Shadow-san, la jefa de A.C.M.E. lo releva y lo devuelve a su puesto en la Interpol a ordenar documentación. Julia, por otro lado, pasa a formar equipo con la Agente Zari y son enviadas a Río, donde se ha visto a Carmen por última vez. Buscando información en Río, Carmen, Zack y Ivy consiguen una serie de pistas que les conducen a una favela donde se oculta un supuesto piso franco de V.I.L.E., el cual esconde la mina de alejandrita. Aunque Carmen consigue colarse dentro, es atrapada por Tigresa, Le Chevre y El Topo. La sorpresa para todos llega cuando Shadow-san sale de las sombras felicitándoles por capturarla. |                                                                                                 |                        |                   |
| 11 | «The Hot Rocks of Rio Caper (Part 2)» «El caso de las alejandritas al rojo vivo: Segunda parte» | Kenny Park             | Greg Ernstrom     |
| Aunque Shadow-san se presenta en la mina como enemigo de Carmen, este le da una clave para demostrar que está de su lado. Para liberarla, le dice a los chicos que ha avisado a los profesores y que se lleva a Carmen de vuelta a la isla, pero cuando Tigresa informa a los jefes de la aparición de Shadow-san, se descubre su traición. Aunque los nuevos aliados consiguen escapar de los esbirros de V.I.L.E., aún no han conseguido saber el destino de las piedras de alejandrita. Durante el carnaval, descubren que V.I.L.E. pretende usar un vehículo anfibio con forma de dragón para llevar las piedras desde Río a Praga. Una vez interceptado en la bahía de Río, consiguen quitarles el barco y disfrazarlo de pato para pasar desapercibidos. Al día siguiente, Shadow-san no sabe qué hacer ahora que su traición ha sido descubierta, por lo que Carmen le invita a unirse a ella. Sin embargo, el ver a Carmen con Shadow-san termina dejándola en mal lugar frente a Argent y Zari, encontrando una relación entre ella y V.I.L.E. |                                                                                                 |                        |                   |
| 12 | «The Daisho Caper» «El caso del daisho»                                                         | Kenny Park             | Greg Ernstrom     |
| Al llegar a Matsumoto, en la prefectura japonesa de Nagano, Shadow-san vuelve a desaparecer. De visita en el castillo, descubre que la katana de Shadow-san es parte de un Daishō o dúo de katana y cuchillo, del que él se llevó una mitad. Tras reunirse de nuevo con él, este le revela que quiere devolver la katana que robó como rito de iniciación a una vida como ladrón y que le separó de su hermano mayor Hideo. Es entonces cuando se descubre el verdadero nombre de Shadow-san, Suhara. Esa misma noche, Carmen se encuentra con Paper Star, que actúa como un señuelo para que Lady Dokuso (una agente veterana de V.I.L.E.) se lleve el Tantō (cuchillo). El objetivo de V.I.L.E. era robar el Tantō para atraer a Shadow-san y hacerle pagar por su traición, pero gracias a que Ivy se hace pasar por camarera en el local donde V.I.L.E. ha escondido el cuchillo robado y las dotes de Shadow-san, logran recuperar ambas espadas y devolverlas al castillo. Aun así, Hideo no perdona a su hermano, por lo que este decide irse con Carmen, sabiendo que una vez se entra al mundo del crimen, no hay vuelta atrás. |                                                                                                 |                        |                   |
| 13 | «The Fashionista Caper» «El caso de las fashionistas»                                           | Jos Humphrey           | Becky Tinker      |
| Tras intentar detener sin éxito a Dash Haber intentando robar unas telas inteligentes en Grecia, Shadow-san deduce que la Condesa Cleo y la Dra. Bellum están coordinando un robo, a fin de organizar un operativo del cual escogerán al quinto miembro de la mesa directiva de V.I.L.E. en su marcha. Jugador decide llevar entonces al equipo a Milán, donde se sospecha que se llevará a cabo el plan. Una vez allí, se descubre que Cookie Booker (contable de V.I.L.E. y aspirante a ocupar el puesto de Shadow-san) se ha coordinado con Cleo y Bellum en un plan para salvar la organización de las deudas. Este plan no es otro que fabricar unos sombreros de control mental para que, durante un desfile, las modelos se llevan unos trajes de los Médici valorados en 9 millones de euros. Carmen y su equipo logran, con el curioso apoyo de Julia Argent, poner los vestidos a salvo y liberar a las modelos del control mental. Viendo que el plan ha fracasado, los profesores deciden descartar a Booker y seguir buscando sustitutos. |                                                                                                 |                        |                   |
| 14 | «The Boston Tea Party Caper» «El caso del duque de Vermeer»                                     | Kenny Park             | Becky Tinker      |
| Durante una visita al almacén donde se encontraba la empresa diseñadora del traje de Carmen Sandiego (curiosamente, llamada Carmen Brand Outerwear y situada en San Diego, California), Shadow-san se pregunta como una ladrona como Carmen podía tener de compañeros a Zack y Ivy. Es entonces cuando estos relatan la historia sobre cómo se conocieron. Antes de ser ladrones, Zack y Ivy vivían en Boston compitiendo en las carreras, a fin de poder labrarse un futuro en las competiciones profesionales. Sin embargo, se ven arrastrados a pagar una deuda tras sufrir con su vehículo un accidente. La idea para pagarla supone atracar una tienda de donuts que, supuestamente, guardaba dinero de la mafia. Sin embargo, Carmen coincide con ellos allí en su primera misión poco después de huir de la isla de V.I.L.E.. Resulta que la tienda de donuts resultaba ser en realidad una tapadera donde la organización guardaba una parte del dinero que ellos mismos fabricaban con unas planchas de billetes robadas, y tanto ella como Jugador siguieron el rastro hasta allí, sin saber el origen. Viendo el riesgo que podían correr, Carmen intenta continuamente despistarlos, pero viendo que son bastante habilidosos a pesar de la primera impresión, decide ir con ellos hasta dar con un barco de V.I.L.E. en el puerto, el cual esconde la imprenta de billetes. Una vez allí, Carmen intenta detener a Topo y Le Chevre intentando llevarse las planchas, pero con la ayuda de Zack y Ivy, no solo los detienen, sino que terminan dejando inutilizable el dinero tirándolo por la borda (al igual que los colonos hicieron con las cajas de té inglesas en el siglo XVIII). Finalmente, y viendo que no pueden quedarse en Boston al no cumplir el pago de la deuda, Carmen decide entonces formar el grupo con ellos. |                                                                                                 |                        |                   |
| 15 | «The Need for Speed Caper» «El caso de la máxima velocidad»                                     | Jos Humphrey           | Greg Ernstrom     |
| Carmen y su equipo se ponen en marcha hacia Dubái, donde se encuentra el próximo objetivo de V.I.L.E.. Este objetivo es un coche eléctrico fabricado por un jeque árabe que resulta ser no solo el más rápido del mundo, sino que es muy silencioso. V.I.L.E. pretende robarlo para desmontarlo y fabricar una flota de vehículos de huida para sus robos. El plan de Carmen es robar el coche con la ayuda de Zack y Ivy antes de que V.I.L.E. lo haga, pero un encontronazo con Trey Sterling, viejo archienemigo de Zack en la pista de carreras, lo desconcentra, acabando en una persecución que deja a los hermanos en prisión y a Carmen enfadada, pero con una oportunidad del dúo de hermanos para volver a las carreras de la mano de Sterling Sterling. Al día siguiente, durante la prueba del coche en el circuito de Dubái, La Mecánica y La Piloto (un dúo de agentes de V.I.L.E) suplantan la identidad de Trey y se hacen pasar por él para llevárselo de la ciudad en zepelin, pero la pandilla consigue recuperarlo tras una persecución por tierra y aire. Al final, tras decidir si volver al mundo de las carreras o quedarse con Carmen, se decantan por continuar ayudando a la famosa superladrona a detener los planes de V.I.L.E., instalándose esta vez en el nuevo cuartel general en San Diego. |                                                                                                 |                        |                   |
| 16 | «The Crackle Goes Kiwi Caper» «El caso de Chispas en Nueva Zelanda»                             | Jos Humphrey           | Steven Melching   |
| Tras intentar sin éxito que Neal el Anguila (uno de los esbirros de V.I.L.E.) no se lleve los planos de una bomba sónica desechada por el ejército ruso en los servidores subterráneos del Kremlin de Moscú, y que la Dra. Bellum pretende usar para sembrar el caos en las ciudades objetivo de V.I.L.E., Carmen debe dirigirse al laboratorio de Bellum en Auckland (Nueva Zelanda) y destruir tanto el prototipo como los planos. Sin embargo, desactivar el fuerte sistema de seguridad requiere de un experto en electricidad, por lo que requiere de la ayuda de su excompañero Graham (Chispas). Para no ponerle en peligro a la vista de V.I.L.E. y, a la vez, que Gray siga sin recordar nada de su pasado criminal (Bellum le borró la memoria antes de ser despedido), Carmen le dice que va a organizar una ópera benéfica de El lago de los cisnes y que necesita un técnico de iluminación, pero en realidad se va a encargar de ir apagando y encendiendo los sistemas de seguridad para que Carmen pueda ejecutar el plan sin levantar sospechas. Sin embargo, la misión se complica cuando Neal el Anguila la descubre y Graham empieza a sospechar del engaño. Aunque Graham termina entrando en la guarida, sorpresivamente no termina siendo visto por V.I.L.E., lo que facilita terminar bien la misión. Como compensación por la misión, Carmen le da una gran suma de dinero y le promete que volverá a verle, pero Argent y Zari también (mientras los observan). |                                                                                                 |                        |                   |
| 17 | «The Stockholm Syndrome Caper» «El caso del síndrome de Estocolmo»                              | Kenny Park y Mark West | Benjamin Townsend |
| Con A.C.M.E. pisando los talones a Carmen en Estocolmo a fin de detenerla y reclutarla, Julia convence a su jefa para que, con la confianza que ganó en Milán, la deje hablar con ella cara a cara sola. Una vez reunidas en el campanario del ayuntamiento, Carmen es acorralada por agentes de A.C.M.E. al descubrir estos un señuelo dirigido por Ivy y Zack, lo que hace pensar a "Jefa" que Argent estaba en peligro. Aunque Carmen consigue escapar planeando, termina malherida e inconsciente en un bosque a las afueras de la ciudad en plena ventisca e incomunidada. A pesar de tener el bolígrafo de Julia, para pedir ayuda a A.C.M.E., Carmen se niega a ser rescatada por ellos por miedo a que suponga una victoria para V.I.L.E. Por otro lado, Ivy es secuestrada al ser confundida con Carmen al llevar su traje. Los secuestradores son Hombre Nutria y El Alce, una pareja de ladrones de V.I.L.E. que han robado un chip con códigos de lanzamiento nucleares, y pretenden entregarles ambas cosas para conseguir la vacante en la dirección. Al final, Ivy consigue recuperar el chip aprovechándose de la ingenuidad de Alce y de los chismes del traje de Carmen. Aunque Carmen es finalmente convencida de ser rescatada por A.C.M.E. casi al borde de la muerte, es recogida al final por su equipo. Por otra parte, la directiva de V.I.L.E. decide que, viendo los últimos acontecimientos y con el miedo a ser abordados en cualquier momento, deciden reubicar su sede. |                                                                                                 |                        |                   |
| 18 | «The African Ice Caper» «El caso de los diamantes africanos»                                    | Jos Humphrey           | Steven Melching   |
| Tras varias semanas con Carmen recuperándose de su angustioso viaje y ocuparse Shadow-san de los casos de V.I.L.E. que van surgiendo (entre ellos, una entrega de diamantes por parte de Le Chevre en Suiza), Carmen decide realizar una misión de solo análisis en la mina de origen de dichos diamantes, situada en el corazón de la savana de Botsuana. Aunque al principio la misión va normal, Carmen está aún débil, lo que obliga a Zack y Ivy a secuestrar a Tigresa y maniatarla cuando esta les pilla. Viendo que no les queda mucho tiempo antes de que la entrenadora Brunt y los demás esbirros se percaten de su ausencia, Carmen decide contactar con la jefa de A.C.M.E. para pedir refuerzos. Al mismo tiempo, Shadow-san se entera mediante Jugador de la conversación, y le pide que le enseñe quien es la jefa de A.C.M.E.. Al verla por el holograma, su cara le resulta familiar... Aunque Carmen coordina un operativo con las autoridades para asaltar la mina, descubren al llegar que todo ha desaparecido, debido a que Roundabout, uno de los veteranos de V.I.L.E. y coordinador de las actividades de la mina, recibe un soplo de un agente de Interpol que le avisa del operativo. Al final la mina termina explotando al poner V.I.L.E. varias cargas de explosivos a detonar, pero Carmen y la policía consiguen escapar en el último segundo. Más tarde, en el tren de regreso, Carmen es asaltada por Brunt y los limpiadores. Esta le revela un secreto sobre su pasado: Shadow-san no se encontró con ella 20 años atrás por casualidad, sino que fue enviado allí para acabar con su padre. Por otro lado, Chase Devineaux está investigando a espaldas de su jefe en la Interpol sobre las pesquisas que fue hilando cuando trabajaba con Julia, las cuales sumadas a los casos acontecidos recientemente le terminan arrastrando a una isla en medio del Atlántico, que no resulta ser otra que la isla V.I.L.E. |                                                                                                 |                        |                   |
| 19 | «The Deep Dive Caper» «El caso de la gran inmersión»                                            | Kenny Park y Mark West | Duane Capizzi     |
| Con Carmen devastada tras la revelación sobre Shadow-san, esta decide regresar a la isla de V.I.L.E. para colarse en el ordenador central y obtener más información sobre la misión de Shadow-san en Argentina. Sin embargo, al llegar, ven que todas las instalaciones de V.I.L.E. han sido destruidas. En las dos semanas anteriores, los profesores decidieron hacer desaparecer todo rastro de su organización antes de marcharse; y Devineaux se presentó allí con la isla ya arrasada, lo que sumado a que la lancha de transporte para regresar no funcionaba y no disponía de cobertura para pedir ayuda, le dejaba a la intemperie en dicha isla. Cuando Carmen llega allí, decide buscar el ordenador de datos bajo el agua y llevarlo a Jugador para que lo desencripte. Aunque se van sin percatarse de que Devineaux sigue atrapado en la isla, este es rescatado por un helicóptero días después, pero se entera de que ha sido despedido de su trabajo. Una vez desencriptado el ordenador de V.I.L.E., Jugador le explica a Carmen que Shadow-san fue a Argentina a acabar con la vida de Dexter Wolfe, un exprofesor desertor de V.I.L.E.. Cuando esta acude a Shadow-san a pedirle explicaciones, este, bajo la promesa de no más secretos ni mentiras, le cuenta lo que sucedió en realidad: Dexter Wolfe era uno de los mejores ladrones aparte de ser profesor de sigilo en V.I.L.E., lo que le daba carta blanca para no acudir a dar clases durante varios periodos seguidos. Sin embargo, los demás profesores descubrieron que cada vez faltaba más y durante más tiempo y escondía parte de los botines robados en cuentas personales en un banco suizo, dando a entender que Wolfe pretendía dejar V.I.L.E., y eso no lo podían permitir. Aunque Shadow-san llevaba por aquel entonces poco tiempo como agente, los profesores decidieron encomendarle la misión debido a su confianza con Wolfe y sus grandes dotes de sigilo. Al llegar a la casa donde Wolfe se escondía, situada a las afueras de Buenos Aires, descubrió la razón de su marcha: la misma Carmen. Wolfe había formado una familia a espaldas de la organización y solamente estaba intentando protegerla. Sin embargo, esa misma noche, un pelotón de la Interpol se presenta en la casa para detener a Wolfe, lo que le obliga a esconder a su hija e intentar escapar. Lamentablemente, termina asesinado a manos de una agente, que no resulta ser otra que la actual jefa de A.C.M.E.. Esa misma noche, y bajo la filosofía de no dejar cabos sueltos, Shadow-san decide quemar toda la casa y las pertenencias de Wolfe, pero es incapaz de deshacerse del único cabo suelto: su hija. Es por ello que decide regresar con ella a la Isla de V.I.L.E., donde convence a los demás profesores de haber cumplido él solo la misión y que, al ser Carmen tan pequeña, no recordará nada de lo ocurrido. Como premio por hacer el trabajo, Shadow-san es entonces nombrado profesor. A la mañana siguiente, Carmen se presenta cara a cara ante la jefa de A.C.M.E. y, bajo la promesa de que se pensará la oferta de alistarse, le entrega un disco duro supuestamente lleno de información sobre V.I.L.E., pero que en realidad resulta contener un virus que Jugador ha implantado para hackear la red de A.C.M.E.. Gracias a esto, se descubre el verdadero nombre de "Jefa", Tamara Frasier; y que la casa donde Wolfe se escondió y fue asesinado estaba a nombre de una mujer, Vera Cruz, la cual se dice en el informe del caso que murió dos semanas antes de que la casa fuese incendiada. Al final, Carmen se embarca en una nueva aventura para encontrar a su madre tras ver que su tumba estaba vacía; y Tamara Frasier se jura tras la traición que capturará a Sandiego por todos los medios, incluso reincorporando a su pelotón a Devineaux. |                                                                                                 |                        |                   |

### Temporada 3
La tercera temporada, compuesta de 5 episodios, se lanzó a la plataforma de Netflix para todo el mundo el 1 de octubre de 2020.
| N.º | Título                              | Dirigido por | Escrito por |
| --- | ----------------------------------- | ------------ | ----------- |
| 20  | El caso de la luchadora enmascarada | -            | -           |
| 21  | El caso del día de los muertos      | -            | -           |
| 22  | El caso del pantano encantado       | -            | -           |
| 23  | El caso de las máscaras venecianas  | -            | -           |
| 24  | El caso del robo perfecto           | -            | -           |

### Temporada 4
La cuarta temporada, compuesta de 8 episodios, se lanzó a la plataforma de Netflix para todo el mundo el 15 de enero de 2021.

### Temporada 5
Esta cancelada por el momento pero podría haber la posibilidad de que Netflix lancé la quinta temporada de Carmen Sandiego.

## Recepción crítica

### Pre-Liberación
El anuncio recibió una respuesta positiva por parte de los medios de comunicación, quienes apreciaron el retroceso y un regreso de la franquicia de Carmen Sandiego a la pantalla pequeña.  TVShowsOnDVD escribió "Es increíble ver a esta franquicia regresar a la televisión".  The Rolling Stone pensó que el tema de la historia original de la serie de televisión ofrece lo que una vez fue uno de "la época dorada de las trampas temáticas favoritas de la televisión".  Al comentar sobre "los niños de los 90 se regocijan", Maxim sugirió que Netflix se alistara con los talentos de Rockapella, músico de World Game Show, para ofrecer música para el programa.  ScreenRant señaló que "aquellos que aún conservan buenos recuerdos de la propiedad" estarían intrigados en cuanto al tipo de forma que tomará la nueva serie; agregando que tiene un "legado histórico" para vivir y que probablemente se inspirará en la Tierra .  Dark Horizons expresó su tristeza por el espectáculo que faltaba para dos años.  Michael King, de WXIA-TV, dijo que la noticia "hace que Internet esté vibrando a tope".  Toonzone se preguntó si el nuevo programa mantendría la historia de fondo de la villana roja vestida con un sombrero de fieltro, que en el canon de mediados a finales de los años 90 involucró a Carmen Sandiego como agente de ACME antes de encontrar el trabajo demasiado fácil, por lo que querría burlar a sus excolegas. .  Gizmodo pensó que la nueva serie "traería la mezcla característica de entretenimiento educativo del personaje a nuevas audiencias".  Mashable dijo "fanáticos que demandan la serie AHORA".  Los peatones pensaron que la tendencia hacia series como esta era una señal de que los productores pretendían "atrapar a las personas en un vórtice hacia abajo de nostalgia".  Fortune sugirió que el nuevo programa ofrecía a Netflix un "enorme potencial de comercialización" y que la compañía podría seguir los pasos de Disney creando un brazo de comercialización para respaldar sus espectáculos.  Rom-Game vio esto como una señal de que Netflix estaba "indirectamente interesado en la herencia de los juegos".  MiscRave mencionó el potencial de la franquicia con su entretenimiento interactivo en un paquete convincente que tenía anteriormente.  NerdHQ observó que la nueva serie ofrecía la oportunidad de resucitar una franquicia "una vez inactiva" y "moribunda".